# Супра (Кондинский район)
Супра — посёлок в Кондинском районе Ханты-Мансийского автономного округа — Югры. Входит в состав Сельского поселения Мулымья.

## Климат
Климат резко континентальный, зима суровая, с сильными ветрами и метелями, продолжающаяся шесть месяцев. Лето относительно тёплое, но быстротечное.
| Показатель                                                                               | Янв.  | Фев.  | Март | Апр. | Май | Июнь | Июль | Авг. | Сен. | Окт. | Нояб. | Дек.  | Год  |
| ---------------------------------------------------------------------------------------- | ----- | ----- | ---- | ---- | --- | ---- | ---- | ---- | ---- | ---- | ----- | ----- | ---- |
| Средняя температура, °C                                                                  | −19,2 | −17,1 | −7,7 | −0,8 | 6,9 | 15,5 | 17,9 | 14,3 | 7,7  | −0,1 | −9,1  | −16,3 | −0,4 |
| Источник: World Climate (англ.). www.worldclimate.com. Дата обращения: 29 сентября 2024. |       |       |      |      |     |      |      |      |      |      |       |       |      |

## История
Решением Думы Кондинского района от 10.04.2003 г. № 149 посёлок был упразднён. Однако это решение не было утверждено на региональном уровне.

## Статистика населения
| 1989 | 2002 | 2010 | 2021 |
| ---- | ---- | ---- | ---- |
| 231  | ↘32  | ↘9   | ↘7   |